# Mario Streit
Mario Streit (* 14. April 1967 in Rathenow) ist ein ehemaliger Ruderer aus der Deutschen Demokratischen Republik. 1988 gewann er die olympische Silbermedaille im Zweier mit Steuermann.
Mario Streit startete für die SG Dynamo Potsdam und trainierte bei Bernd Landvoigt. 1984 und 1985 gewann Streit bei den Junioren-Weltmeisterschaften den Titel im Vierer mit Steuermann. 1986 gewann er den DDR-Meistertitel im Achter; bei der Weltmeisterschaft 1986 belegte Streit mit dem DDR-Achter den fünften Platz. 1987 bildete er zusammen mit Detlef Kirchhoff und Steuermann René Rensch einen Zweier mit Steuermann, der bei der Weltmeisterschaft in Kopenhagen den vierten Platz belegte. Dieser Zweier startete auch bei den Olympischen Spielen 1988 in Seoul und gewann dort die Silbermedaille hinter dem italienischen Zweier mit Carmine und Giuseppe Abbagnale sowie Giuseppe Di Capua. 1989 siegten Kirchhoff und Streit zusammen mit Steuermann Denny Kiese bei der DDR-Meisterschaft im Zweier und belegten den vierten Platz bei der Weltmeisterschaft.
Für den Gewinn der Silbermedaille in Seoul wurde Mario Streit mit dem Vaterländischen Verdienstorden in Silber ausgezeichnet.